# Raimundo Lida
Raimundo Lida (Lemberg, Imperio austrohúngaro, 15 de noviembre de 1908 - 20 de junio de  1979 Cambridge, Massachusetts) fue un filólogo, filósofo del lenguaje, crítico literario y ensayista argentino de origen judío; especialista en filología románica, en la literatura de los siglos de oro y en el modernismo literario. 
Su hija, Clara Lida, es historiadora y profesora-investigadora en El Colegio de México.

## Biografía
Nacido en el Imperio austrohúngaro en una familia judía, creció en Buenos Aires, adonde llegó a los pocos meses de edad; allí se formó en un ambiente secular y laico. Segundo de tres hijos, era hermano de la crítica literaria María Rosa Lida de Malkiel y de Emilio Lida (médico hematólogo). 
En 1930 adquirió la ciudadanía argentina. En la década de 1920, Argentina recibió el influjo de los estudios filológicos, renovados, de Ramón Menéndez Pidal, en cuya estela nace el Instituto de Filología de la Facultad de Filosofía y Letras de la Universidad de Buenos Aires. Su director desde 1927 fue Amado Alonso (1896-1952), 
y en su entorno destacó el joven universitario Raimundo Lida, que se educó en el Colegio Nacional Manuel Belgrano y en la Facultad de Filosofía y Letras de la Universidad de Buenos Aires, donde se recibió con el título de Profesor en filosofía y letras, 1931. 
Su interés por la filosofía lo acercó a Alejandro Korn y a Francisco Romero. En 1943 se doctoró en la Universidad de Buenos Aires con una tesis sobre estética y lenguaje en George Santayana. Además de la actividad académica, tuvo una estrecha vinculación con la vida cultural y literaria argentina, con sus revistas y también con sus instituciones. Pero fue un autor asimismo inserto en la tradición española e hispanoamericana, la anglosajona y la europea.

## Primeros empleos
Al concluir la carrera de letras en la Universidad de Buenos Aires en 1931, ingresó en el Instituto de Filología, donde fue colaborador muy cercano de Amado Alonso y de Pedro Henríquez Ureña en la Colección de Estudios Estilísticos y en la Biblioteca de Dialectología Hispanoamericana. Fue secretario de redacción de la Revista de Filología Hispánica. En noviembre de 1935 tuvo lugar su matrimonio civil con Leonor García (1908-1999), de familia católica, que había sido su compañera en la Facultad y una destacada alumna de filosofía de Francisco Romero. Al año siguiente nacería su hijo Fernando, y cinco años después su hija, Clara Eugenia. Las obligaciones familiares le exigirían, pues, mayor estabilidad laboral e ingresos más seguros, que logró por unos años de modo algo fortuito. El año 1939 marcó un hito en el desarrollo académico de Lida. Con el respaldo de Américo Castro, recibió una beca Guggenheim para investigar en la Universidad de Harvard las ideas de George Santayana sobre lenguaje y literatura. El año en los Estados Unidos, con su mujer y su pequeño hijo (embarcaron el 1 de septiembre, cuando estallaba la guerra en Europa) fue decisivo para su formación intelectual.

## Revistas
Colaboró activamente con Victoria Ocampo en la revista Sur y en otras revistas culturales. Entre 1935 y 1947 fue profesor de estética en la Universidad Nacional de la Plata, ad honorem, y desde 1933 a 1947 enseñó en el Instituto Superior del Profesorado Secundario, en Buenos Aires.

## Vida en México
En 1947, fue invitado por Alfonso Reyes a integrarse a El Colegio de México, donde fundó la Nueva Revista de Filología Hispánica y poco después el Centro de Estudios Lingüísticos y Literarios. También enseñó en la Universidad Nacional Autónoma de México y en el Mexico City College; colaboró en Cuadernos Americanos y fundó la colección Lengua y Estudios Literarios en el Fondo de Cultura Económica. 

## Universidad de Harvard: nueva naturalización
En 1953, sucedió a su maestro Amado Alonso en la Universidad de Harvard, en la que llegó a ser jefe del departamento de Lenguas Romances. En 1968, fue nombrado Smith Professor of French and Spanish Literatures. Fue profesor invitado en diversas universidades de Estados Unidos. En 1955 se naturalizó estadounidense.

## Reconocimientos
Entre las distinciones recibidas se cuentan el Master in Arts honoris causa, Harvard (1954) y dos becas Guggenheim (1939 y 1960); fue elegido miembro de la Academia Estadounidense de las Artes y las Ciencias (1970) y de la Academia Argentina de Letras (1975), entre otras.

## Publicaciones
Además de sus publicaciones, fue traductor al español de obras científicas y literarias; entre otros, de Moritz Geiger, Karl Vossler, Helmut Hatzfeld, George Santayana, Wilhelm Dilthey y Leo Spitzer. Sus Prosas de Quevedo, póstumo, retoma y funde un gran número de trabajos sobre el escritor barroco español.

## Vida familiar
Su primera esposa fue la profesora de filosofía Leonor García (Buenos Aires, 1908-1998), madre de sus hijos Fernando (Buenos Aires, 1936) y Clara Lida (Buenos Aires, 1941), de quien se divorció en 1954. Su segunda esposa fue la hispanista Denah Levy Lida (Nueva York, 1923-Cambridge, Massachusetts, 2007), con quien se casó en 1955, profesora de la Universidad Brandeis y autora de importantes trabajos sobre Benito Pérez Galdós y el refranero sefardí.

## Lista de obras
- Introducción a la estilística romance, Buenos Aires, 1932.
- El impresionismo en el lenguaje, Buenos Aires, 1936. Con Amado Alonso.
- El concepto lingüístico del impresionismo, Buenos Aires, 1936.
- El español en Chile, Buenos Aires, 1940. Con Amado Alonso.
- Belleza, arte y poesía en la estética de Santayana, Tucumán, 1943.
- Letras hispánicas, México, 1958 [reed.: 1981].
- Condición del poeta, Lima, 1961.
- Prosas de Quevedo, Barcelona, Crítica, 1980, póstumo.
- Rubén Darío. Modernismo, Caracas, 1984.
- Estudios Hispánicos, México, 1988.

## Otras lecturas
- Vázquez, M. E. (1984). Borges, sus días y su tiempo. Colección Biografía e historia. Buenos Aires: Javier Vergara. ISBN 950-15-0415-8 (Incluye una conversación Raimundo Lida-Jorge Luis Borges-María Esther Vázquez.)
- Miranda Lida (2014). Años dorados de la cultura argentina. Los hermanos María Rosa y Raimundo Lida y el Instituto de Filología antes del peronismo, Buenos Aires: Eudeba-México: El Colegio de México, 264 páginas.

- Datos: Q562909